# Riverside (Ohio)
Riverside é uma cidade localizada no estado norte-americano de Ohio, no Condado de Montgomery.

## Demografia
Segundo o censo norte-americano de 2000, a sua população era de 23.545 habitantes.
Em 2006, foi estimada uma população de 22.462, um decréscimo de 1083 (-4.6%).

## Geografia
De acordo com o United States Census Bureau tem uma área de
20,5 km², dos quais 20,4 km² cobertos por terra e 0,1 km² cobertos por água.

## Localidades na vizinhança
O diagrama seguinte representa as localidades num raio de 8 km ao redor de Riverside.